# Tau Scorpii
Tau Scorpii (τ Scorpii, förkortat Tau Sco, τ Sco), som är stjärnans Bayerbeteckning, är en stjärna belägen i mitten av stjärnbilden Skorpionen. Den har en skenbar magnitud på  +2,8 och är tillräckligt ljus för att vara väl synlig för blotta ögat. Baserat på parallaxmätningar befinner den sig på ett avstånd av 470 ljusår (ca 150 parsek) från solen.

## Nomenklatur
Tau Scorpii har det traditionella namnet Alniyat eller Al Niyat, som det delar med σ Scorpii. Namnet härstammar från arabiska النياط an-niyāţ som betyder "artärerna".
Det inhemska boorongfolket i nordvästra Victoria såg denna stjärna (tillsammans med σ Sco) som fruar till Djuit (Antares).

## Egenskaper
Jämfört med solen är Tau Scorpii en massiv OB-stjärna med en massa som är 15 gånger solens massa och en radie som är mer än sex gånger solens radie. Den utstrålar cirka 18 000 gånger solens ljusstyrka från sitt yttre skikt vid en effektiv temperatur på 31 440 K. Detta ger den blåvita färg som karakteriserar en huvudseriestjärna av typ B. Ännu (2017) finns inga bevis om någon följeslagare i omlopp runt Tau Scorpii. Den är en magnetisk stjärna vars ytmagnetiska fält har kartlagts med hjälp av Zeeman-Doppler-bildbehandling. Tau Scorpii roterar relativt långsamt med en period av 41 dygn.

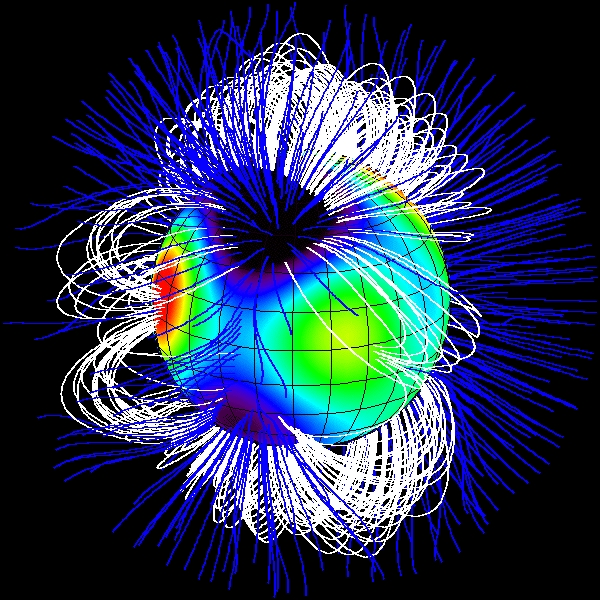
Ytmagnetfält hos Tau Scorpii rekonstruerat med hjälp av Zeeman-Doppler-bildbehandling.

Spektrumet för Tau Scorpii visar trippeljoniserat syre (O IV) som alstras av röntgenstrålar och Augerjoniseringseffekten. Observationer med rymdteleskopet ROSAT visade att den har ett hårdare röntgenspektrum (högre energi) än vad som är vanligt för B0 V-stjärnor. Över energiområdet 0,8-1,2 keV är dess röntgenstrålning Lx = 1,8 × 10 31 erg/s med förhållandet log Lx/Lbol = -6,53 enligt ASCA-mätningar. ROSAT-mätningar visade en log Lx/Lbol = -5,93 för intervallet 0,1-2,4 keV. Den hårda komponenten av röntgenspektrumet hos Tau Scorpii, som studerats med spektroskopet XMM-Newton, stöder närvaron av infallande klumpar av plasma i stjärnan.

### Scorpius-Centaurus OB-föreningen
Tau Scorpii är en fullvärdig medlem i undergruppen Upper Scorpius av Scorpius-Centaurus OB-föreningen, den närmast solen förekommande samförflyttande samlingen av massiva stjärnor. Undergruppen Upper Scorpius innehåller tusentals unga stjärnor med en medelålder på 11 miljoner år med ett genomsnittligt avstånd på 470 ljusår (145 parsek). I en nyare analys av HR-diagrampositionen för Tau Scorpii uppskattas att dess effektiva temperatur är 29 850 K med en ljusstyrka som är 20 400 gånger större än solens, i enlighet med en isokronal ålder på 5 miljoner år och en uppskattad massa på 14,5-14,7 solmassor.